# 燕太子丹

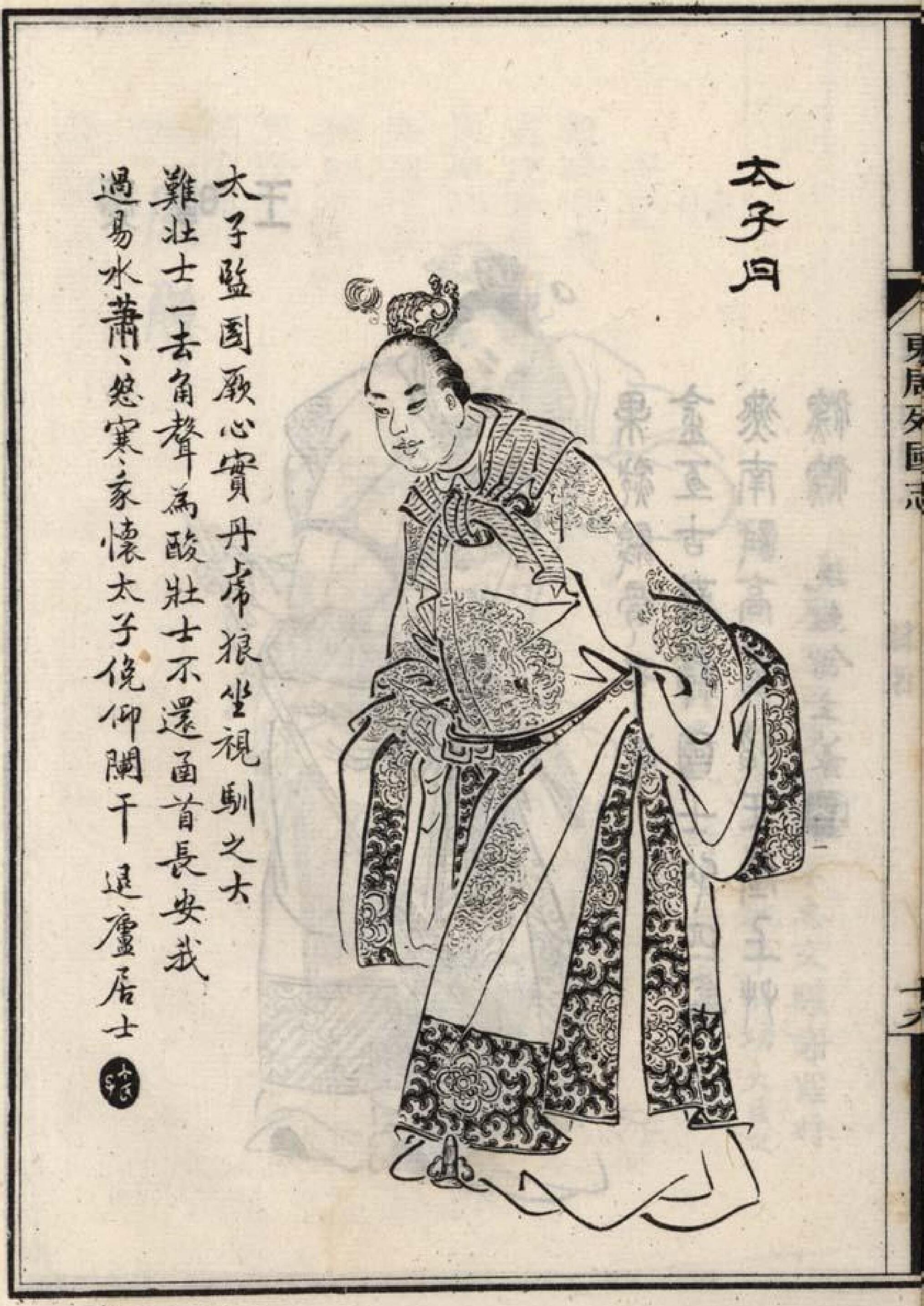
燕太子丹

燕太子丹（えん の たいし たん、? - 紀元前226年）は、古代中国の戦国時代末期の燕の王族。姓は姫または姞、諱は丹。燕王喜の子。

## 生涯
少年時代は、趙に人質として送られ、同じく人質だった秦の王族だった政と親しくしていたことがある。後に本国に帰国して、燕の太子となった。
後年、丹は燕の使節として、かつて昔なじみの秦の秦王政に挨拶をしたが、秦王政から冷たく対応された。丹はこれに衝撃を受けて、秦は燕にとって災いをおよぼす国だと判断して、帰国した。
帰国して秦の強大化を危惧した丹は、重臣である鞠武へ如何にすべきか相談したところ、鞠武は「秦は三晋（趙・魏・韓）を脅かし、北に甘泉・谷口が天然の要害となり、南に涇水・渭水に沿った肥沃な大地を有する。肥沃な巴や漢中を独占し、右は隴・蜀の山脈、左は函谷関・崤山に守られている。人口は多く、また兵士も勇猛で、武器防具も満たされている」と評して秦と争うことの愚を献策したものの、丹はそれを聞き入れなかった。
秦の軍勢の少数精鋭化により解雇された兵士たちを哀れに思って、それに反対した秦の元将軍である樊於期が、秦王政に疎まれて燕に亡命してきた。丹がこれを匿う様子を見せたのに対して、鞠武は「樊於期を庇うことは『飢えた虎（秦）の目の前に肉を置く』ようなもの。樊於期を匈奴へと追放した上で、三晋及び斉・楚、匈奴と同盟を結んで対抗すべき」と再び献策したものの、丹は政の非情な政策により命を狙われ、家族までも殺されて、行く宛てもなく秦に追われながら逃げ続けていた樊於期の窮状に哀れみを感じ、この策を退けた。
鞠武から紹介を受けた田光に、丹は秦への対応策を相談したところ、田光より荊軻を頼るように助言を受けた。丹は帰り際、田光へ「今まで話した内容は他言無用」と語ったことに対し、荊軻へ丹からの用向きを伝えた田光は「田光は自害したので、もはや漏れることはない」と荊軻に言い残して自ら命を絶った。これを荊軻より聞いた丹は深く悲しんだ。
紀元前227年、丹は秦王政を暗殺するため荊軻を刺客として秦舞陽を供に付け、荊軻の説得で自殺した樊於期の首と、秦に割譲すると偽った督亢の地図を持たせ、白い衣装と冠を着て易水の畔まで見送った上で、秦へと派遣した。しかし、荊軻は暗殺に失敗して、その場で殺された。
同年、秦は事件の首謀者である丹を追討するために燕へと侵攻、燕は代と連合して戦うも易水で敗れ、紀元前226年には国都の薊が陥落し、丹と燕王喜は遼東に逃れた。丹は秦将李信に追われ、衍水に身を潜めた。その後、燕王喜は代王嘉からの勧めもあり、衍水にいた丹に使者を送って殺害し、その首を秦に差し出すことで許された。一方、『史記』白起・王翦列伝では衍水にいた丹は李信により捕虜にされたと記されており、『史記』秦始皇本紀では燕の首都薊が陥落した時に討たれたと記されている。

## 死後
その後も燕は、遼東の亡命政権の下で延命するものの、丹の死から4年後の紀元前222年に燕王喜が捕らえられ、滅亡した。